# Корн, Дэвид
Дэвид Корн (англ. David G. Korn, род. 28 августа 1943 года, Бруклин) — американский программист, создатель Korn shell (ksh), командной оболочки Unix.

## Биография
Закончил Политехнический институт Ренсселера в 1965 году. Получил учёную степень Ph.D. в Курантовском институте математических наук в 1969 году. В 1976 году поступил в Лаборатории Белла. До 2013 года работал в AT&T Labs Research, потом перешёл в Google. Живёт в Нью-Йорке.